# 6ter
6ter (prononcé [sistɛʁ]) est une chaîne de télévision généraliste nationale et gratuite française. Sa diffusion débute le 12 décembre 2012 aux alentours de 20 h 15 sur le canal 22 de la TNT.
Elle appartient au Groupe M6 dont l'actionnaire majoritaire RTL Group est lui-même sous le contrôle de la société allemande Bertelsmann qui appartient à la famille Mohn.

## Histoire
À la suite de son appel à candidatures pour la diffusion de six chaînes nationales en haute définition sur la TNT, le Groupe M6 qui présente trois projets : 6ter, M6 Boutique & Co et Hexa. Le 14 mars 2012 à 16 h 15, le Groupe M6 présente son projet 6ter. Le 27 mars, le CSA annonce que 6ter est choisie pour faire partie des six nouvelles chaînes de la TNT HD. Le 25 juillet, le CSA lui attribue le canal 22 sur la TNT.
Le 1er septembre, le nom 6ter est confirmé par le site M6 Publicité et, le 30 octobre, la chaîne annonce en vidéo une partie de ses futurs programmes composés de films, séries télévisées, émissions et documentaires. Le 20 novembre, la chaîne dévoile sa première grille des programmes avant de réaliser un pré-lancement sur le site M6 Replay le 5 décembre, une semaine avant son lancement officiel.
Le 28 février 2022, dans le cadre de la fusion de leurs deux groupes, les groupes TF1 et M6 annoncent être en négociations exclusives avec Altice Média pour la cession de TFX et 6ter.
La négociation est finalement rapidement menée car six semaines plus tard, TF1 et M6 annoncent le 8 avril 2022 avoir signé la vente de 6ter au groupe Altice Média. Une décision qui fait suite au rapprochement entre TF1 et M6 qui possèdent dix chaînes de télévision au total alors que la loi ne les autorise à en posséder que 7.
Le 22 juillet 2022, l’Autorité de la concurrence valide le rachat de 6ter et TFX par Altice Média. Ce rachat reste soumis à la décision que rendra l'Autorité de la concurrence sur le rachat du Groupe M6 par le Groupe TF1. Celle-ci émet cependant un avis défavorable, et les deux groupes annoncent dans un communiqué vouloir abandonner le projet de rachat.

## Identité graphique
En septembre 2016, la chaîne dévoile un nouvel habillage (conçu par cette même agence) et son logo devient plat.

Logo de 6ter du 12 décembre 2012 au 13 septembre 2016.
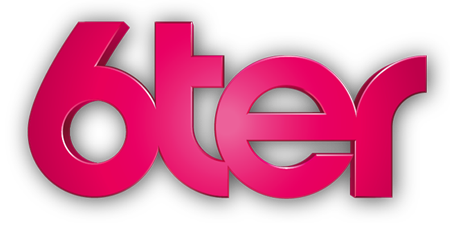
Logo depuis le 13 septembre 2016

### Slogans
- Décembre 2012 - Novembre 2017 : « La télé à partager »[5]
- Depuis décembre 2017 : « La télé qui déchaîne la famille »

### Dénomination
Le nom de la chaîne est un jeu de mots évoquant le fait qu'il s'agit d'une « chaîne sœur » (6ter pour sister, signifiant sœur en anglais) des deux autres chaînes du groupe M6 diffusées en clair sur la TNT (à savoir M6 et W9) ; mais aussi qu'il s'agit dans le même temps de la troisième chaîne par ordre de création (élément représenté par le ter, provenant du latin et signifiant troisième) proposée en clair par le groupe M6 sur la TNT.

## Programmes
La chaîne s'adresse à toute la famille avec des magazines et des documentaires sur la découverte, l'éducation, la famille et la compréhension du monde, complétée avec de l'animation, des fictions, des séries inédites et du cinéma à partager en famille (aucun programme interdit aux moins de 12 ans et plus ne sera diffusé en première partie de soirée).

### Émissions et séries actuelles

#### Magazines et divertissements
- 6ter Boutique (rediffusions de M6)
- Batch Cooking (rediffusions de Téva)
- Déco ou négo
- Dr Cath (rediffusions)
- La Robe de ma vie (rediffusions de M6)
- Le Château de mes rêves (rediffusions de M6)
- Les Reines de la route
- Les Rois de la réno
- Les Rois des colis perdus
- Les Vacances préférées des Français
- Norbert, commis d'office (rediffusions)
- Objectif maison
- Proprio à tout prix
- Vive le camping

#### Séries
- Bones
- Docteur Quinn, femme médecin
- Kaamelott
- MacGyver
- La Petite Maison dans la prairie

### Émissions et séries disparues

#### Émissions étrangères
- 50 façons de (presque) tuer sa mère[14]
- Buck : la légende du Texas[15]
- Chasseurs de Pythons
- Christina : la reine de la réno
- Christmas Battle : Les illuminés de Noël (en)
- Criss Angel : Le magicien gothique
- Criss Angel : Believe
- Dead or Alive
- Félins : aventures africaines
- Faut qu'ça brille !
- Gator Boys : au secours des alligators
- Halloween Battle : même pas peur !
- Home Sweet Home
- The Hotel Inspector[16]
- L'Enfer Carcéral
- Le Convoi de l'extrême
- Les Bâtisseurs d'Empire
- Les Bûcherons de l'impossible
- Les Rois de la piscine
- Les Survivants : Plus forts que la mort
- Les Vétérinaires de l'extrême
- Louisiana Lockdown : Prison haute sécurité
- Missions Prédateurs
- Pyros : les rois du feu d'artifice
- Rénovation impossible
- Rénovation insolite
- Resto sous surveillance
- Steven Seagal : Au service de la loi
- Shipping Wars : livraison impossible
- Storage Hunters : La Guerre des enchères
- Storage Wars France : Enchères surprises
- Storage Wars : Enchères surprises
- Storage Wars : Texas
- SOS Tabatha
- Tiny House : mini-maison à emporter
- Turtleman
- Urban Tarzan
- Véto and Co
- Zoo en danger : Ben à la rescousse
- Zoo Nursery

#### Émissions françaises
- 50 ans qui ont changé notre quotidien
- 60 secondes chrono[17]
- Allez on sort !
- Bien chez vous
- C'est du propre !
- C'est ma vie[18]
- C'est pour rire
- D&CO
- Départ Immédiat
- Drolissimo
- Enquêtes extraordinaires
- Ice Show
- La France a un incroyable talent
- La vie secrète des supermarchés
- Le Chef en France
- Le Grand Bêtisier
- Les Boutiques du monde
- Les Reines du shopping
- Ma maison est la plus originale de France
- M.I.A.M : Mon Invitation À Manger
- Norbert et Jean : Le Défi
- Nos vacances en camping-car
- On a échangé nos maisons
- Secrets de fabrication
- Terrain d’investigation[19]
- Too Cute
- Trop Toon
- Xplora

#### Séries
Séries américaines
- Hawaii 5-0
- NCIS : Enquêtes spéciales
- Notre belle famille
- Loïs et Clark : Les Nouvelles Aventures de Superman

 Séries françaises
- Caméra Café
- Comme des gosses
- Commissaire Cordier
- Comprendre et pardonner
- En famille
- Face au doute
- Fais pas ci, fais pas ça (saisons 1 à 6)
- Family Blagues
- La petite histoire de France
- Largo Winch
- Les Cordier, juge et flic
- Par Amour
- Paris 16e
- Si près de chez vous
- Sous le soleil
- Un gars, une fille
- Victoire Bonnot
- Vie de Mère

 Séries américaines
- 90210
- Ascension
- Bienvenue chez les Huang (saison 1 à 3)
- Buffy contre les vampires
- Charmed
- Crisis
- Desperate Housewives
- Dinotopia, la série
- Dinotopia, la mini-série
- Dr Emily Owens
- Extant (saison 2)
- Frankenstein Code
- Frères d'armes
- Hawaii 5-0
- Jane the Virgin
- King & Maxwell
- Kyle XY[20]
- Le Caméléon
- Le Flic de Shanghaï
- Les Simpson
- Life Is Wild
- Loïs et Clark : Les Nouvelles Aventures de Superman
- Ma famille d'abord
- Malcolm
- Marvel : Les Agents du SHIELD
- Mademoiselle Farah
- Melrose Place : Nouvelle Génération
- Modern Family
- NCIS : Enquêtes spéciales
- Notre belle famille
- Numbers
- Off the Map
- Once Upon a Time
- Quantico
- Raising Hope
- Reign : Le Destin d'une reine
- Siren
- Sleepy Hollow (saisons 2 et 3)
- Smallville
- Star-Crossed
- Super Hero Family
- Supernatural
- Switched (saisons 1 et 2)
- Terra Nova
- The Good Wife
- The Messengers
- This Is Us
- Touch
- Touche pas à mes filles
- Une nounou d'enfer
- Very Bad Nanny
- Whispers
- Witches of East End
- Younger
- Zero Hour

 Séries britanniques
- De Max à Maxine
- Mr Bean
- Les Mystères de Sherlock Holmes
- Nick Cutter et les Portes du temps (Saison 1)
- Prehistoric Park
- Robin des Bois
- Sherlock Holmes

 Séries canadiennes
- Sydney Fox, l'aventurière

 Séries allemandes
- Le Clown
- Pauvres Millionnaires

 Séries espagnoles
- Un, dos, tres

 Séries australiennes
- Dr Harrow

#### Dessins animés
- Chico Chica Boumba Pepper School
- Geronimo Stilton
- Le Manège enchanté
- Le Petit Nicolas
- Les Aventures de Tintin
- Les Blagues de Toto
- Les Nouvelles Aventures de Lucky Luke
- Lou !
- Martin Mystère
- Jayce et les Conquérants de la lumière
- Les Minipouss
- Martine
- Sammy & Co
- Kid Paddle

## Audiences

### Audiences globales
| Année | Janvier | Février | Mars    | Avril  | Mai   | Juin   | Juillet | Août   | Septembre | Octobre | Novembre | Décembre | Moyenne annuelle |
| ----- | ------- | ------- | ------- | ------ | ----- | ------ | ------- | ------ | --------- | ------- | -------- | -------- | ---------------- |
| 2012  |         |         |         |        |       |        |         |        |           |         |          | 0,4 %    | 0,4 %**          |
| 2013  | 0,4 %** | 0,4 %** | 0,4 %** | 0,5 %  | 0,5 % | 0,5 %  | 0,6 %   | 0,7 %  | 0,5 %     | 0,6 %   | 0,6 %    | 0,5 %    | 0,5 %            |
| 2014  | 0,7 %   | 0,5 %   | 0,7 %   | 0,8 %  | 0,7 % | 0,6 %  | 0,7 %   | 0,8 %  | 0,6 %     | 0,7 %   | 0,8 %    | 0,8 %    | 0,7 %            |
| 2015  | 0,9 %   | 1,0 %   | 1,0 %   | 1,1 %  | 1,2 % | 1,1 %  | 1,3 %   | 1,5 %  | 1,1 %     | 1,2 %   | 1,1 %    | 1,2 %    | 1,1 %            |
| 2016  | 1,2 %   | 1,1 %   | 1,2 %   | 1,3 %  | 1,4 % | 1,5 %  | 1,7 %   | 1,7 %  | 1,5 %     | 1,5 %   | 1,4 %    | 1,4 %    | 1,4 %            |
| 2017  | 1,7 %   | 1,6 %   | 1,6 %   | 1,5 %  | 1,4 % | 1,6 %  | 1,9 %   | 2,0 %* | 1,8 %     | 1,7 %   | 1,7 %    | 1,5 %    | 1,7 %*           |
| 2018  | 1,7 %   | 1,6 %   | 1,6 %   | 1,6 %  | 1,7 % | 1,7 %  | 1,7 %   | 1,9 %  | 1,6 %     | 1,4 %   | 1,5 %    | 1,5 %    | 1,6 %            |
| 2019  | 1,7 %   | 1,8 %   | 1,9 %   | 1,9 %  | 1,7 % | 1,8 %  | 1,7 %   | 1,8 %  | 1,7 %     | 1,6 %   | 1,5 %    | 1,4 %    | 1,7 %*           |
| 2020  | 1,7 %   | 1,8 %   | 1,8 %   | 1,7 %  | 1,7 % | 1,7 %  | 1,8 %   | 1,8 %  | 1,6 %     | 1,7 %   | 1,5 %    | 1,4 %    | 1,7 %*           |
| 2021  | 1,5 %   | 1,5 %   | 1,5 %   | 1,7 %  | 1,7 % | 1,5 %  | 1,4 %   | 1,5 %  | 1,4 %     | 1,6 %   | 1,6 %    | 1,6 %    | 1,5 %            |
| 2022  | 1,6 %   | 1,4 %   | 1,4 %   | 1,5 %  | 1,7 % | 1,7 %  | 1,6 %   | 1,8 %  | 1,8 %     | 1,8 %   | 1,7 %    | 1,7 %    | 1,6 %            |
| 2023  | 1,7 %   | 1,6 %   | 1,7 %   | 1,8 %  | 1,9 % | 1,7 %  | 1,4 %   | 1,5 %  | 1,5 %     | 1,5 %   | 1,6 %    | 1,5 %    | 1,6 %            |
| 2024  | 1,6 %   | 1,8 %   | 1,7 %,  | 1,7 %, | 1,8 % | 1,5 %, | 1,5 %,  | 1,5 %, | 1,9 %,    | 1,9 %,  | 1,9 %,   | 1,8 %    | 1,7 %*           |
| 2025  | 1,7 %   | 1,9 %   | 2,0 %   |        |       |        |         |        |           |         |          |          |                  |

Source : Médiamétrie
Légende :

### Records d'audience
| Date              | Programme                                      | Genre | Téléspectateurs | Part d'audience |
| ----------------- | ---------------------------------------------- | ----- | --------------- | --------------- |
| 9 mars 2022       | Crocodile Dundee 2                             | Film  | 1 070 000       | 5,2 %           |
| 16 avril 2019     | La Belle et le Clochard                        | Film  | 1 068 000       | 4,5 %           |
| 28 décembre 2022  | Zootopie                                       | Film  | 1 058 000       | 5,3 %           |
| 27 avril 2022     | Le Livre de la jungle                          | Film  | 1 017 000       | 4,9 %           |
| 4 mars 2018       | Sister Act                                     | Film  | 1 009 000       | 4,2 %           |
| 27 septembre 2020 | Transformers: The Last Knight                  | Film  | 988 000         | 5,4 %           |
| 6 décembre 2017   | La Mélodie de Noël                             | Film  | 978 000         | 4,3 %           |
| 10 février 2021   | Benjamin Gates et le Livre des secrets         | Film  | 944 000         | 4,2 %           |
| 14 avril 2020     | La Gloire de mon père                          | Film  | 941 000         | 3,5 %           |
| 9 décembre 2020   | Rush Hour 3                                    | Film  | 903 000         | 3,8 %           |
| 4 juillet 2023    | Volcano                                        | Film  | 896 000         | 5 %             |
| 2 décembre 2020   | Rush Hour 2                                    | Film  | 895 000         | 3,9 %           |
| 15 mars 2020      | Pirates des Caraïbes : La Vengeance de Salazar | Film  | 890 000         | 4 %             |
| 28 juillet 2020   | Le Gendarme de Saint-Tropez                    | Film  | 886 000         | 4,6 %           |
| 27 janvier 2021   | Mission impossible : Protocole Fantôme         | Film  | 876 000         | 4,1 %           |
| 18 août 2020      | Le Gendarme en balade                          | Film  | 867 000         | 4,5 %           |
| 3 décembre 2017   | Maman, j'ai encore raté l'avion !              | Film  | 856 000         | 3,6 %           |
| 8 août 2017       | Garfield 2                                     | Film  | 852 000         | 4,1 %           |
| 17 mai 2015       | Iron Man                                       | Film  | 845 000         | 3,6 %           |
| 23 août 2018      | Le Gendarme en balade                          | Film  | 839 000         | 4,6 %           |

Le 4 août 2015, la chaîne réalise sa meilleure journée historique (en termes d'audiences), avec une part d'audience moyenne de 2,1 % (3,1 % sur les ménagères de moins de 50 ans). 6ter était donc la première chaîne de la TNT HD ce jour précis.
Les scores de cette journée ont été fortement boostés par des rediffusions de la série La Petite Maison dans la prairie (2,7 % de PDM et 7,3 % sur les ménagères), diffusé dans l'après-midi, et le film Mort sur le Nil, diffusé en prime à 20 h 50, qui a réuni 388 000 téléspectateurs, pour 2,2 % de part d'audience.
Juste pour le mois d'août 2015, en termes d'audience, 6ter est redevenue la première chaîne de télévision HD en France (en passant juste devant RMC Découverte et loin devant HD1 et Numéro 23).
Au début de l'année 2016, 6ter affiche, pour les nouvelles chaînes HD, une bonne audience en étant juste derrière RMC Découverte.

## Présentateurs
Actuels
- Julien Cohen (depuis 2024) : co-présente Les rois des colis perdus
- Élodie Gossuin (depuis 2018) : présente Vive le Camping
- William Mourrière (depuis 2024) : co-présente Les rois des colis perdus
- Bruno Waitzmann (depuis 2023) : présente Proprio à tout prix

Anciens
- Jérôme Anthony
- Faustine Bollaert
- Alex Goude
- Jean Imbert
- Mac Lesggy
- Zita Lotis-Faure
- Anicet Mbida
- Sophie Pendeville (2017)
- Norbert Tarayre (2012-2021)

### Capital
Avec un capital de[pertinence contestée] 39 000 €, 6ter SAS est détenue à 100 % par le Groupe M6.

## Diffusion
6ter est diffusée en HD au standard MPEG-4 (HDTV) sur le multiplex R8 de la TNT par TDF, Towercast et OneCast du 12 décembre 2012 au 5 avril 2016. La chaîne est diffusée au standard MPEG-4 (HDTV) sur le multiplex R4 de la TNT depuis le 5 avril 2016.
La chaîne est également diffusée sur le réseau câblé français Numericable (en HD et SD), sur le Eutelsat 5 West A et Astra sur la position 19.2°E, et reprise sur ce satellite par les opérateurs Bis Télévisions, Fransat, TNTSAT, Canalsat, La TV d'Orange, SFR et Bbox en HD.
Elle est enfin diffusée sur tous les opérateurs de télévision sur IP français, en haute définition, et est disponible sur mobile via l'application 6play (sur iOS, Android et Windows Phone) qui permet d'accéder au direct, à 6ter Replay, interagir avec la chaîne, etc., ainsi que via un flux en direct sur le site 6play.fr.

## En Belgique
Fin 2017, 6ter arrive en Belgique, ainsi que ses chaînes sœurs M6 et W9. Ces dernières sont disponibles uniquement via l'opérateur TéléSAT qui reprend le signal gratuit des chaines du Groupe M6 via le satellite Eutelsat 9B. Cependant, ce sont les versions suisses (pour les publicités) qui sont diffusées.

### Audiences
1. ↑  « Audiences avril : TF1 se maintient, France 2 recule, M6 en difficulté, W9 remonte », ozap.com,‎ 30 avril 2018 (lire en ligne, consulté le 30 avril 2018)
2. ↑  « Audiences mai : TF1 sous les 20%, France 2 en forme, M6 souffre encore, RMC Découverte au plus haut », ozap.com,‎ 4 juin 2018 (lire en ligne, consulté le 4 juin 2018)
3. ↑  « Audiences juin : TF1 s'envole grâce à la Coupe du monde, France 3 résiste bien, M6 au plus bas », ozap.com,‎ 2 juillet 2018 (lire en ligne, consulté le 2 juillet 2018)
4. ↑  « Audiences juillet : TF1 au plus haut depuis 2015 grâce à la Coupe du monde, pire mois historique pour M6 et Canal+ », ozap.com,‎ 1er août 2018 (lire en ligne, consulté le 1er août 2018)
5. ↑  « Audiences août : TF1 repasse sous les 20%, RMC Découverte, Numéro 23, Chérie 25 et Franceinfo au plus haut », ozap.com,‎ 3 septembre 2018 (lire en ligne, consulté le 3 septembre 2018)
6. ↑  « Audiences septembre : TF1 leader en légère hausse, France 2 progresse fortement, M6 repasse devant France 3 », ozap.com,‎ 1er octobre 2018 (lire en ligne, consulté le 1er octobre 2018)
7. ↑  « Audiences octobre : TF1 leader en forte hausse, France 3 en forme, TFX et 6ter en difficulté », ozap.com,‎ 29 octobre 2018 (lire en ligne, consulté le 29 octobre 2018)
8. ↑  « Audiences janvier : TF1 à l'un de ses plus bas niveaux, France 2 en grande forme, Gulli et CStar en difficultés », sur ozap.com (consulté le 3 février 2020)
9. ↑  « Audiences février : TF1 leader, France 2 en forme, France 5 et RMC Story au plus haut, NRJ 12 au plus bas depuis 2009 », sur ozap.com (consulté le 2 mars 2020)
10. ↑  « Audiences mars : TF1 leader en baisse, France 2 brille, record historique pour BFMTV, LCI et Franceinfo », sur ozap.com (consulté le 30 mars 2020)
11. ↑  « Audiences avril : TF1 petit leader, France 2 en forme, M6 reprend des couleurs, Arte, RMC Découverte et LCI au plus haut », sur ozap.com (consulté le 4 mai 2020)
12. ↑  « Audiences mai : TF1 reprend des couleurs, F2 se tasse, F3, M6, BFMTV, les RMC et LCI en forme, F4 au plus bas », sur ozap.com (consulté le 1er juin 2020)
13. ↑  « Audiences juin : TF1 leader en baisse, France 3 et W9 en forme, Arte et RMC Story au top », sur ozap.com (consulté le 29 juin 2020)
14. ↑  « Audiences juillet : TF1 leader, M6 au plus bas, records historiques pour Arte, les RMC, TF1SF et Franceinfo », sur ozap.com (consulté le 3 août 2020)
15. ↑  « Audiences août : TF1 leader en hausse, record historique pour L'Equipe, M6, TMC et France 4 en difficulté », sur ozap.com (consulté le 31 août 2020)
16. ↑  « Audiences septembre : TF1 petit leader, F2 et F3 très en forme, C8 battue par TMC, W9, Arte et BFMTV, CNews au top », sur ozap.com (consulté le 29 septembre 2020)
17. ↑  « Audiences octobre : TF1 leader, M6 et BFMTV en forme, Arte au top, record historique pour CNews, F4 et C8 dévissent », sur ozap.com (consulté le 2 novembre 2020)
18. ↑  « Audiences novembre : TF1 leader au-dessus des 20%, M6 stable, les chaînes info au top, France 4 s'enfonce », sur ozap.com (consulté le 1er décembre 2020)
19. ↑  « Audiences décembre : TF1 et M6 au plus haut en 2020, Arte et TMC à égalité, CNews en hausse, France 4 chute », sur ozap.com (consulté le 30 décembre 2020)
20. ↑  « Audiences annuelles 2020 : TF1 petit leader, F2, F3 et M6 en hausse, les chaînes info au top, C8 dévisse », sur ozap.com (consulté le 4 janvier 2021)
21. ↑  « Audiences janvier : TF1 en forme, BFMTV 6e chaîne de France devant Arte et TMC, record historique pour CNews », sur ozap.com (consulté le 1er février 2021)
22. ↑  « Audiences février : TF1 leader en forme, F2 en hausse, M6 au top grimpe sur le podium, Arte et CNews survitaminées », sur ozap.com (consulté le 1er mars 2021)
23. ↑  « Audiences mars : TF1 à la fête, M6 au top sur les FRDA-50, record historique égalé pour CNews, France 4 en souffrance », sur ozap.com (consulté le 29 mars 2021)
24. ↑  « Audiences avril : TF1 et M6 en forme, France 2 stable, France 5 5e mais en baisse, BFMTV agrandit l'écart avec CNews », sur ozap.com (consulté le 3 mai 2021)
25. ↑  « Audiences mai : TF1 frôle les 20%, France 2 en forme, M6 et F3 au coude-à-coude, record historique pour CNews », sur ozap.com (consulté le 31 mai 2021)
26. ↑  « Audiences juin : TF1 petit leader, France 2 et M6 bondissent, TMC bat France 5, BFMTV creuse l'écart avec CNews », sur ozap.com (consulté le 28 juin 2021)
27. ↑  « Audiences juillet : TF1 solide, France 2 et France 3 s'envolent, M6 faiblarde, BFMTV tient en respect CNews », sur ozap.com (consulté le 2 août 2021)
28. ↑  « Audiences août : TF1 recule, F2 et F3 à un bon niveau, M6 en difficulté, records pour BFMTV et CNews », sur ozap.com (consulté le 30 août 2021)
29. ↑  « Audiences septembre : TF1 solide leader creuse l'écart, F2 et F3 souffrent, rentrée record pour BFMTV et CNews », sur ozap.com (consulté le 4 octobre 2021)
30. ↑  « Audiences octobre : TF1 solide leader, M6 double F3, C8 en forme, CNews se rapproche de BFMTV », sur ozap.com (consulté le 2 novembre 2021)
31. ↑  « Audiences novembre : TF1 leader mais en baisse, F2 au top, F3 en repli, C8 et Cnews en forme », sur ozap.com (consulté le 5 décembre 2021)
32. ↑  « Audiences décembre : TF1 proche de son plus bas historique, F2 et F5 paradent, M6 souffre, les chaînes infos en hausse », sur ozap.com (consulté le 3 janvier 2022)
33. ↑  « Audiences annuelles 2021 : TF1 leader en hausse, F2 au top réduit l'écart, records historiques pour CNews et RMC Story », sur ozap.com (consulté le 5 janvier 2022)
34. ↑  « Audiences janvier : TF1 leader très faible, France 2 et France 3 à la fête, M6 en baisse, C8 et TMC à égalité », sur ozap.com (consulté le 1er février 2022)
35. ↑  « Audiences février : TF1 leader égale son plus bas historique, F2 et F3 boostées par les JO, les chaînes info au top », sur ozap.com (consulté le 1er mars 2022)
36. ↑  « Audiences mars : TF1 en petite forme, France 3 et M6 font jeu égal, records historiques pour les chaînes info », sur ozap.com (consulté le 4 avril 2022)
37. ↑  « Audiences avril : TF1 leader en forte baisse, F2 progresse, M6 faible, BFMTV et LCI bondissent », sur ozap.com (consulté le 3 mai 2022)
38. ↑  « Audiences mai : TF1 leader en nette baisse, F2 en hausse, F3 plus forte que M6, BFMTV et LCI au top », sur ozap.com (consulté le 1er juin 2022)
39. ↑  « L'audience de la télévision au mois de juin 2022 », sur Médiamétrie (consulté le 4 juillet 2022).
40. ↑  « L'audience de la télévision au mois de juillet 2022 », sur Médiamétrie (consulté le 1er août 2022).
41. ↑  « Audiences TV TNT (Août 2022) : LCI au coude à coude avec CNews, TF1 Séries Films chute, BFMTV puissante... », sur toutelatele.com (consulté le 29 août 2022)
42. ↑  « Audiences septembre 2022 : La crise avec Canal+ fait plonger la moyenne de TF1 à son plus bas historique », sur ozap.com (consulté le 4 octobre 2022)
43. ↑  « Audiences octobre 2022 : TF1 égale sa pire audience historique, M6 plonge, C8 en forme, record pour LCI proche de CNews », sur ozap.com (consulté le 2 novembre 2022)
44. ↑  « L'audience de la télévision au mois de novembre 2022 », sur Médiamétrie (consulté le 28 novembre 2022).
45. ↑  « L'audience de la télévision en 2022 », sur mediametrie.fr (consulté le 2 janvier 2023)
46. ↑  « Audiences annuelles 2022 : TF1, historiquement faible mais leader devant France 2, M6 à son plus bas depuis 1992 », sur oazp.com (consulté le 4 janvier 2023)
47. ↑  « Audiences janvier 2023 : TF1 leader en baisse avec France 2 à ses trousses, M6 dévisse encore, C8 double Arte et TMC », sur ozap.com (consulté le 1er février 2023)
48. ↑  « Audiences février 2023 : France 2 grossit dans le rétroviseur de TF1, France 3 en nette baisse, LCI progresse encore » (consulté le 1er mars 2023)
49. ↑  « Audiences mars 2023 : TF1 respire, France 2 grignote son retard, C8 s'envole, BFMTV et franceinfo: trébuchent » (consulté le 5 avril 2023)
50. ↑  https://www.ozap.com/actu/audiences-avril-2023-tf1-leader-a-la-peine-devant-france-2-qui-remonte-belle-percee-de-france-3-et-c8-bfmtv-chute/631379
51. ↑  « Audiences mai 2023 : TF1 leader stable, France 2 progresse encore, record historique pour LCI qui rattrape CNews », sur ozap.com, 31 mai 2023 (consulté le 31 mai 2023)
52. ↑  « Audiences juin 2023 : France 2 réduit encore l'écart avec TF1, France 3 dévisse, M6 s'enfonce sous les 8% », sur ozap.com, 5 juillet 2023 (consulté le 5 juillet 2023)
53. ↑  « Audiences juillet 2023 : TF1 s'impose au finish contre France 2 au terme d'un match à suspense », sur ozap.com, 31 juillet 2023 (consulté le 31 juillet 2023)
54. ↑  « Audiences août 2023 : TF1 à la fête grâce au XV de France et l'information, plus mauvais mois de l'année pour France 2 », sur ozap.com, 6 septembre 2023 (consulté le 6 septembre 2023)
55. ↑  « Audiences septembre 2023 : TF1 à son plus haut niveau de l'année, dopée par le rugby, M6 fait jeu égal avec France 3 », sur ozap.com, 3 octobre 2023 (consulté le 3 octobre 2023)
56. ↑  « Audiences octobre 2023 : Record de l'année pour TF1, M6 double France 3, une première depuis 17 mois », sur ozap.com, 31 octobre 2023 (consulté le 1er novembre 2023)
57. ↑  « Audiences novembre 2023 : TF1 leader en baisse, France 2 s'envole, France 3 reprend l'avantage sur M6, TMC au plus haut depuis 4 ans », sur ozap.com, 6 décembre 2023 (consulté le 6 décembre 2023)
58. ↑  « Audiences annuelles 2023 : TF1 leader quasi-stable, France 2 en forte hausse, France 3 plonge, M6 s'enfonce », sur ozap.com, 4 janvier 2024 (consulté le 4 janvier 2024)
59. ↑  « Audiences janvier 2024 : TF1 démarre l'année en beauté, France 2 dévisse, M6 en grande difficulté, C8 dégringole au classement », sur ozap.com, 31 janvier 2024 (consulté le 31 janvier 2024)
60. ↑  « Audiences février 2024 : TF1, leader et seule chaîne du top 6 en progression, France 2 dégringole, M6 à son plus bas depuis 30 ans », sur ozap.com, 5 mars 2024 (consulté le 5 mars 2024)
61. ↑  « Audiences mars 2024 : TF1, seule chaîne du top 4 à progresser, s'envole, France 2 recule, le leadership de France Télévisions menacé au classement des groupes », sur ozap.com, 5 avril 2024 (consulté le 5 avril 2024)
62. ↑  « Audiences avril 2024 : TF1 en nette hausse sur un an, France 2 et France 3 en repli, BFMTV devance d'un cheveu CNews, belle progression pour TF1 Séries Films », sur ozap.com, 30 avril 2024 (consulté le 30 avril 2024)
63. ↑  « Audiences mai 2024 : TF1, leader conforté, France 2 sous les 15%, record de saison pour Canal+ », sur ozap.com, 7 juin 2024 (consulté le 7 juin 2024)
64. ↑  « Audiences juin 2024 : L'Euro 2024 profite à TF1 et M6, France 2, à son plus bas depuis 3 ans et demi, souffre, TF1 Séries Films s'envole, L'Équipe en perte de vitesse », sur ozap.com, 3 juillet 2024 (consulté le 3 juillet 2024)
65. ↑  « Audiences juillet 2024 : Historique, France 2 détrône TF1 et devient première chaîne de France grâce à l'énorme succès de la cérémonie d'ouverture et des JO de Paris », sur ozap.com, 29 juillet 2024 (consulté le 29 juillet 2024)
66. ↑  « Audiences août 2024 : Grâce aux Jeux de Paris 2024, France 2 est à un niveau record depuis plus de 20 ans, pire mois historique pour TF1, M6 s'effondre », sur ozap.com, 2 septembre 2024 (consulté le 2 septembre 2024)
67. ↑  « Audiences septembre 2024 : Les Jeux de Paris terminés, TF1 retrouve le leadership sans difficulté face à France 2, rentrée compliquée pour M6 », sur ozap.com, 1er octobre 2024 (consulté le 1er octobre 2024)
68. ↑  « Audiences octobre 2024 : TF1, large leader, fait un quasi sans-faute face à France 2, France 3 prend sa revanche sur M6, 6ter performe », sur ozap.com, 8 novembre 2024 (consulté le 8 novembre 2024)
69. ↑  « Audiences novembre 2024 : Record de l'année pour TF1 qui s'envole, France 2, à son plus bas depuis 4 ans, plonge, meilleur mois historique pour C8 plus forte que France 5 et TMC », sur ozap.com, 8 décembre 2024 (consulté le 8 décembre 2024)
70. ↑  « Audiences TV TNT (Décembre 2024) : BFMTV requinquée, CNews poursuivante, désillusion pour France 2... », sur toutelatele.com, 2 janvier 2025 (consulté le 2 janvier 2025)
71. ↑  « Audiences annuelles 2024 : TF1, leader, résiste à France 2, portée par les JO et en hausse continue depuis 2017, M6, à son plus bas depuis 1990, baisse encore, Arte et CNews signent un record », sur ozap.com, 12 janvier 2025 (consulté le 12 janvier 2025)
72. ↑  « Audiences janvier 2025 : TF1 en tête portée par Dorothée, France 2, seule chaîne du top 5 en hausse, M6 s'enlise sur les 4+, RMC Story stable malgré "Le Bigdil" », sur ozap.com, 6 février 2025 (consulté le 6 février 2025)
73. ↑  « Audiences février 2025 : TF1 se stabilise, France 3 s'envole, C8 finit en beauté, NRJ 12 s'achève dans l'indifférence générale, record historique pour la chaîne L'Équipe », sur ozap.com, 6 mars 2025 (consulté le 6 mars 2025)
74. ↑  « Audiences : 6ter et HD1 en tête des nouvelles chaînes TNT », sur ozap.com (consulté le 13 mars 2013)
75. ↑  « Audiences TV Prime (mercredi 9 mars 2022) : Top Chef chute lourdement sur M6, TF1 faible avec Grey’s Anatomy, carton pour La story Zelensky sur TMC », sur Toutelatele, 10 mars 2022 (consulté le 11 août 2023)
76. ↑  « Audiences : "Capitaine Marleau" leader en rediffusion devant "L'arme fatale" en hausse, record historique pour 6ter », sur ozap.com, 17 avril 2019 (consulté le 17 avril 2019)
77. ↑  « Audiences TV prime (mercredi 28 décembre 2022) : Le grand quiz (TF1) dominé par Meurtres au paradis (France 2), Scènes de ménage (M6) battu par Michel Drucker (France 3) », sur Toutelatele, 29 décembre 2022 (consulté le 11 août 2023)
78. ↑  « Audiences TV prime (mercredi 27 avril 2022) : Disparition inquiétante (France 2) leader face à Top Chef (M6) et Grey’s Anatomy (TF1), succès pour Jérôme Commandeur (TMC) », sur Toutelatele, 28 avril 2022 (consulté le 11 août 2023)
79. ↑  « Audiences : Robert de Niro large leader sur TF1, "Murdoch" plus fort que le film de France 2, bon score pour M6 », sur ozap.com, 28 septembre 2020 (consulté le 28 septembre 2020)
80. ↑  « Audiences : L'hommage de TF1 à Johnny Hallyday d'un cheveu devant France 2, catastrophe pour M6 », sur ozap.com, 7 décembre 2017 (consulté le 15 avril 2018)
81. ↑  « Audiences TV prime (mercredi 10 février 2021) : Doc contraste au retour record de Top Chef, Arte talonne France 3 », sur Toutelatele, 11 février 2021 (consulté le 11 août 2023).
82. ↑  « Audiences : Très gros carton pour "Harry Potter" sur TF1, M6 très faible, 6ter en forme », sur ozap.com, 15 avril 2020 (consulté le 15 avril 2020)
83. ↑  Benjamin Meffre, « Audiences : "Le meilleur pâtissier" leader au top, TF1 faible en 4+, "Faut pas rêver" en forme, le doc de TMC au top », sur ozap.com, 10 décembre 2020 (consulté le 10 décembre 2020).
84. ↑  « Audiences TV Prime (mardi 4 juillet 2023) : le retour de The Voice Kids (TF1) dominé par France 3, Le big show avec Jarry pulvérise Zone interdite sur M6 », sur Toutelatele, 5 juillet 2023 (consulté le 11 août 2023).
85. ↑  Christophe Gazzano, « Audiences : "Le Meilleur Pâtissier" sur M6 leader devant TF1, succès pour le doc d'Arte, Chérie 25 et 6ter en forme », sur ozap.com, 3 décembre 2020 (consulté le 5 décembre 2020).
86. ↑  Kevin Boucher, « Audiences : "Les Tuche" large leader devant les municipales sur France 3, flop pour France 2, Arte et France 5 en forme », sur ozap.com, 15 mars 2020 (consulté le 9 mai 2020).
87. ↑  Kevin Boucher, « Audiences : "Joséphine, ange gardien" leader, "Si les murs pouvaient parler" en légère baisse, 6ter en forme », sur ozap.com, 27 juillet 2020 (consulté le 27 juillet 2020).
88. ↑  Christophe Gazzano, « Audiences : La fiction de F2 leader devant "Doc" sur TF1 et Plaza sur M6, carton pour le hand sur TFX, F3 très faible », sur ozap.com, 28 janvier 2021 (consulté le 28 janvier 2021).
89. ↑  « Audiences : "Joséphine, ange gardien" petit leader, "Forces spéciales" au plus bas, 6ter en forme », sur ozap.com, 19 août 2020 (consulté le 19 août 2020).
90. ↑  « Audiences TV prime (jeudi 23 août 2018) : Pékin Express résiste à l’abandon de Maurice et Thierry, Harry Potter leader, Le gendarme au top », sur toutelatele.com, 24 aout 2018.